# Musée de l'érotisme (Amsterdam)
Amsterdam est la seule ville au monde à avoir deux musées de l'érotisme, le plus grand étant celui sur le Damrak, l'autre se trouvant dans le Red light district.

## Musée de Damrak
Le Sex Museum d'Amsterdam, aussi appelé le Temple de Vénus, situé sur le Damrak et ouvert en 1985, est le plus ancien musée de l'érotisme encore en activité. Ses collections sont très diversifiées.
- Adresse : Rue Damrak, Amsterdam

## Musée du Red light district
L'Erotic Museum est situé dans le fameux Red light district. Des œuvres reflétant la vie de ce quartier y sont exposées sur cinq niveaux.
L'entrée coûte 7 € (au 25/02/2012), pour les adultes et les enfants indifféremment.
- Adresse : OZ. Achterburgwal 54, Amsterdam.